# Sande (Marco de Canaveses)
Sande is een plaats (freguesia) in de Portugese gemeente Marco de Canaveses en telt 2018 inwoners (2001).